# Жак I де Бурбон-Прео
Жак I де Бурбон-Прео (фр. Jacques I de Bourbon-Preaux; 1346 — до 1417) — сеньор де Прео, д’Аржи, де Данжю и де Тюри, великий кравчий Франции.

## Биография
Младший сын Жака I де Бурбона, графа де Ла Марш, и Жанны де Шатильон.
Получил в наследство только сеньорию Аржи, но сумел поднять своё положение женитьбой на богатой наследнице нормандского баронского дома де Прео.
Участвовал во многих военных кампаниях. 22 августа 1371 сражался на стороне герцога Брабанта Венцеля Люксембургского в битве при Бесвайлере, где тот попал в плен к Вильгельму Юлихскому.
В 1377 участвовал во взятии Ардра и военных действиях Филиппа II Храброго против англичан. В 1382 участвовал в походе во Фландрию, закончившемся битвой при Розебеке. На торжествах по случаю бракосочетания Карла VI и Изабеллы Баварской в 1389 отличился в турнирных поединках. 26 июля 1397 был пожалован почетной должностью великого кравчего Франции. В гражданских войнах начала XV века поддерживал орлеанскую партию против бургиньонов.

## Семья
Жена (до 1387): Маргарита де Прео, дама де Прео, де Данжю и де Тюри (ум. 1417), дочь Пьера, сеньора де Прео, и Бланки Креспин, вдова Жана, сеньора де Ла Ривьера
Дети:
- Луи де Бурбон (ум. 1415), сеньор де Прео. Убит при Азенкуре
- Пьер де Бурбон-Прео (ум. 1422), сеньор де Прео. Жена (1477): Изабелла де Монтежю (ум. 1429), дочь Жана, сеньора де Монтежю, бастарда Карла V, и Жаклин де Ла Гранж, вдова Жана VI, графа де Руси
- Жак II де Бурбон-Прео (ум. 1429), архидьякон в Сансе, сеньор д’Аржи и де Прео, барон де Тюри. Жена (1417): Жанна де Монтежю (1396/1397 — 1420), дочь Жана, сеньора де Монтежю, бастарда Карла V, и Жаклин де Ла Гранж
- Шарль де Бурбон (ум. после 1472), архидьякон в Сансе, сеньор де Комбль
- Мария де Бурбон (ум. 1442), дама де Прео
- Жан де Бурбон